# Время мелодий
«Вре́мя мело́дий» (англ. Melody Time) — полнометражный мультфильм студии Walt Disney Studios, выпущенный 27 мая 1948 года. Он десятый классический мультфильм компании Уолта Диснея и пятый (предпоследний) «пакетный» анимационный фильм этой студии, после «Салют, друзья!», «Три кабальеро», «Сыграй мою музыку» и «Весёлые и беззаботные».

## Сегменты
«Время мелодий» включает в себя семь сегментов:
- Once Upon a Wintertime — Фрэнсис Лэнгфорд поет заглавную песню о двух влюбленных, которые в декабре решили покататься по льду. Как и некоторые другие фрагменты этого мультфильма, «Однажды зимой» был выпущен в виде отдельного короткометражного фильма 17 сентября 1954 года [1]. Этот же эпизод был показан в «Дисней Sing-Along-Songs: Very Merry Christmas Songs», как фоновый фильм для песни «Jingle Bells». Все, что имеет отношение к этому мультфильму, принадлежит синим лошадям и Meanie Boy.
- Bumble Boogie — этот сегмент представляет собой сюрреалистический кошмар для пчелы, которая пытается убежать от визуального и музыкального безумия. Музыка, играющая в сегменте — это джазовая версия «Полёта шмеля» Римского-Корсакова, исполненная Фредди Мартином и его оркестром.
- The Legend of Johnny Appleseed — эта часть повествует историю Джона Чэпмэна, который провёл большую часть своей жизни, странствуя по Средне-Западной Америке (главным образом по Иллинойсу и Индиане), и занимаясь посадкой яблонь, тем самым заработав прозвище Джонни Яблочное Семечко. Всех персонажей в данном сегменте озвучил Деннис Дэй, кроме ангела, которого озвучил Даллас Маккеннон (не указан в титрах). Этот сегмент был выпущен как отдельная короткометражка 25 декабря 1955 года под названием «Johnny Appleseed»[4].
- Little Toot — сюжет сегмента основывается на одноимённой истории Харди Граматки. Главный герой, маленький буксир Little Toot, хочет быть похожим на своего отца Big Toot, но постоянно попадает в неприятности. Песню для этого сегмента исполняют сёстры Эндрюс.
- Trees — изложение известного стихотворения Альфреда Джойса Килмера.
- Blame It on the Samba — Дональд Дак и Хосе Кариока встречают аракуанскую птицу, который знакомит их с удовольствием от самбы. Сопровождающая данный сегмент музыка — это полька 1914 года «Apanhei-te, Cavaquinho» Эрнесто Назарета с добавленными английскими словами.
- Pecos Bill — последняя часть фильма, это рассказ об известном герое из Техаса, ковбое Пекосе Билле. Сегмент представляет собой пересказ истории Роем Роджерсом, Бобом Ноланом и The Sons of the Pioneers Бобби Дрисколлу и Луане Паттен. В некоторых выпусках мультфильма были вырезаны все сцены, где Билл курит сигареты[5].

## В ролях
- Рой Роджерс — сам себя; рассказчик; певец (Pecos Bill)
- Деннис Дэй — рассказчик; певец; персонажи (Johnny Appleseed)
- Сёстры Эндрюс — вокал (Little Toot)
- Фрэд Вэринг — вокал (Trees)
- Этель Смит — органистка (Blame It On the Samba)
- Фрэнсис Лангфорд — вокал (Once Upon a Wintertime)
- Бадди Кларк — рассказчик; певец
- Боб Нолан — самого себя; рассказчик; певец (Pecos Bill)
- The Sons of the Pioneers — сами себя; рассказчики; певцы (Pecos Bill)
- The Dinning Sisters — вокал (Blame It On the Samba)
- Бобби Дрисколл — самого себя (Pecos Bill)
- Луана Паттен — саму себя (Pecos Bill)
- Триггер — сам себя[6]

## Награды
- 1948 Фильм участвовал в Венецианском кинофестивале (Venice Film Festival) и победил как лучший анимационный фильм.[7]